# Gürcü Hatun
Tamara Gürcü Hatun (in georgiano გურჯი-ხათუნი?, gurji-khatuni), talvolta scritto anche Gurju Khatun (1224 circa – 1286 circa) è stata una principessa georgiana della dinastia Bagration e regina consorte del Sultanato di Rum avendo sposato il sultano Kaykhusraw II.

## Biografia
Gürcü Hatun nacque intorno al 1224. Faceva parte della dinastia dei Bagrationi in quanto era figlia della regina Rusudan di Georgia e del principe selgiuchide Ghias ad-din. Era sorella di Davide VI di Georgia, che regnò sulla Georgia tra il 1245 e il 1259. Alla nascita venne chiamata Tamara, come la nonna materna Tamara di Georgia.
Nel 1237, quando aveva circa 13 anni, sposò il giovane sultano Kaykhusraw II, che era appena succeduto al padre come sovrano del Sultanato di Rum. Il matrimonio aveva lo scopo di sancire una alleanza tra i due regni, anche in previsione di una possibile invasione da parte dei mongoli.
Per Kaykhusraw II quello con Tamara era il terzo matrimonio. Inizialmente lei professava la religione cristiana ortodossa, come sua madre Rusudan, ma in seguito si convertì all'Islam, la religione del marito, assumendo il nome di Gürcü Hatun (o Gurju Khatun), che significava signora georgiana.
Colta e intelligente, in breve tempo la principessa conquistò il cuore del marito, tanto che il sultano ne fece la sua sposa favorita. Secondo i numismatici le monete raffiguranti il sole e un leone coniate durante il regno di Kaykhusraw II simboleggiano proprio la loro unione, con il leone a simboleggiare il sultano e il sole per indicare Gürcü Hatun.
Durante il suo regno Gürcü Hatun si dimostrò generosa verso i più bisognosi, ad esempio calmierando il prezzo del pane e facendolo distribuire gratuitamente ai poveri. Fu inoltre una sostenitrice delle scienze e delle arti, e divenne grande amica del mistico e poeta Gialal al-Din Rumi.
Con il marito ebbe figlio un maschio di nome Alāʾ al-Dīn Kay Qubādh, nato intorno al 1239 e che diventerà in seguito sultano con il nome di Kayqubad II regnando congiuntamente ai suoi due fratelli (Kaykaus II, figlio della prima moglie del sultano, e Kiligi Arslan IV, figlio della sua seconda moglie), e una figlia.
Alla morte di Kaykhusraw II nel 1246 i suoi tre figli maschi, ancora bambini, salirono congiuntamente al trono sotto la tutela del visir Shams al-Din al-Isfahani, che sposò la prima moglie del defunto sultano, mentre Gürcü Hatun si risposò con il visir Mu'in al-Din Sulayman, detto anche Pervâne.